# 塔尤拉河
塔尤拉河是俄羅斯的河流，由伊爾庫茨克州負責管轄，是勒拿河的左支流，河道全長216公里，流域面積約5,720平方公里，發源自中西伯利亞高原，河水主要來自融雪和雨水。